# Яблонский, Леонард Иосифович
Леона́рд Ио́сифович Ябло́нский (род. 16 июля 1952, д. Крейванцы, Гродненская область) — советский, российский военный топограф, геодезист; лауреат премии Правительства Российской Федерации (1997, 2005).

## Биография
В 1973 году окончил Ленинградское высшее военно-топографическое командное училище, в 1973—1977 годы служил в 43-м топографо-геодезическом отряде Туркестанского военного округа (топограф, старший топограф, заместитель начальника отделения).
С 1980 года, по окончании геодезического факультета ВИА им. В. В. Куйбышева, служил в в/ч 21109 (29 НИИ МО РФ): младший, старший научный сотрудник (1980—1990); начальник лаборатории, начальник отдела, заместитель начальника управления (1990—1999); начальник управления (1999—2003); заместитель начальника по научной работе (2003—2008); ведущий научный сотрудник (2008—2009).
В 2009—2010 годы — заместитель руководителя Федеральной службы государственной регистрации, кадастра и картографии. С 2010 года — директор ЦНИИГАиКа, с 2013 — заместитель директора ФГБУ «Центр геодезии, картографии и ИПД».
С 2016 года - заместитель директора по научной работе Федерального государственного бюджетного учреждения науки "Научный геоинформационный центр Российской академии наук" (НГИЦ РАН).

### Семья
Женат, трое детей.

## Научная деятельность
1-й заместитель председателя Центрального правления Российского общества геодезии, картографии и землеустройства. Главный редактор, ныне — заместитель главного редактора журнала «Геодезия и картография».
Автор 120 научных трудов, из них 55 печатных, и 14 авторских свидетельств на изобретения.

### Избранные труды
- Мороз В. А., Яблонский Л. И. Трансформирование снимков. — М.: Недра, 1991. — 244 с. — 1570 экз. — ISBN 5-247-01254-2 .
- Бородин А.В., Яблонский Л.И. , О государственной политике в отрасли геодезии и картографии // ГОСУДАРСТВЕННАЯ СЛУЖБА,  2020, №6 (128) , с. 23-27.

## Награды и премии
- государственные и отраслевые награды, «Ветеран боевых действий»;
- звание «Лучший изобретатель геодезии и картографии» (1990) — за активное участие в разработке и внедрении изобретений;
- звание «Почётный геодезист» (1996);
- премия Правительства Российской Федерации (1997, 2005) — за разработку и создание новой топогеодезической техники[1];
- Государственная премия имени маршала Г. К. Жукова (2008) — за разработку мобильной топографической системы ПЦТС и технологии её функционирования[1][4].